# 書店裡的影像詩
書店裡的影像詩(Poetries From the Bookstores)，2014年夢田文創製作著作的紀錄片。由夢田文創執行長蘇麗媚擔任監製、作家楊照擔任顧問，導演侯季然拍攝紀錄台灣40家獨立書店，每集3分鐘，總共40支紀錄短片，挖掘書店主人的自由靈魂，希望透過影像找回人與閱讀之間的溫度。
2016年8月推出第二季，導演侯季然再度紀錄下一批40家書店，遍及台灣、澎湖、金門、馬祖，以影像喚起沉睡的記憶，挖掘40位書店主人的生活哲學、定格出此時此刻台灣的書店風貌。書店並不只是書店，而是社區文化與思想萌芽的基地，它們的風華將透過影像紀錄跨世代流傳。

## 獲獎經歷
- 2015 中國微電影導演30人[1]
- 2015 關島國際電影節——最佳紀錄短片評審團大獎[2]

## 海外經歷
2015年法國獨立媒體 Lettres de Taïwan 台灣文學 （页面存档备份，存于） 以推廣形式，由創辦人博磊( Pierre-Yves Baubry) 號召一群好朋友，將《書店裡的影像詩》第一季翻作法文字幕。

## 第一季拍攝書店
- 1920s書店——時光倒流的書店

1920年代，是台灣思想、文明邁向現代化的開始，也是「大稻埕」最繁華的歲月，座落於此的「1920s書店」提供讀者一個空間能懷想歷史、關心土地記憶。這裡多為歷史類選書，也有眾多大稻埕相關書籍，挑個喜歡的角落，讀者將能重新與記憶中的土地、人文對話。

- ROOM A——以分計費的書店

位在台南舊城區的舊式公寓三樓，是一間以「時間」作為計費方式的店，用特殊的打卡方式記錄消費者於此消磨的時間。店內有大量書籍、雜誌，以及一整片能灑進陽光的落地窗，期待能成為這座城市裡，就算單獨一個人，也可以好好享受的閱讀、獨處、做夢空間。
- 旅人書店（Zeelandia Travel & Books）——閱讀旅行的書店

隱身在台北青田街巷弄裡，是專屬旅人的書房，不以「旅遊地區」做分類，也少見旅遊指南等工具書，而以「自然環境、生態、本土文化、歷史、探險」書籍呈現旅行概念。無論讀者是需要出走前的資訊，或分享出走後的所思所見，這裡會一直有好書、好茶，陪伴著旅人。
- 九份樂伯二手書店——遊牧在城市間的書店

以游牧形式穿梭於城市間的樂伯，遠居在九份山上，稍稍遠離最喧囂的老街，再往上爬、轉個彎，就可以到達「九份樂伯二手書店」。樂伯用接近苦行僧的方式，以大眾交通工具來往於城市收書，一步一步，踏出專屬樂伯的閱讀地圖。
- 人文書舍——投注一生精神的書店

在牯嶺街上屹立近半世紀的「人文書舍」，見證了書街從繁華到蕭瑟的歷史。書店位在一條長巷，與街坊鄰居的後院相通，帆布掀起即開門營業。空間看似簡陋，卻藏有許多珍貴的經典書籍，在僅容旋身的走道上，讀者可以從塞滿文、史、哲書籍的兩側牆面，感受奇異的閱讀時光！
- 三餘書店——與歷史共存的書店

高雄第一家以人文閱讀、生活創意與藝術表演為主題的獨立書店，定期舉辦文學、電影、音樂、展覽、旅行等活動，並以在地專家選書之方式，推薦深度閱讀之書目，分享高雄人的閱讀故事，做為高雄閱讀社群發動之基地。
- 女書店——屬於我們(Woman)的書店

華文地區第一家女性主義專業書店，以「女人寫、寫女人、為女人寫」為選書原則。希望提供一個看見女性書寫、聆聽女性聲音、交流女性經驗的自在空間。秉持這一理念，女書店專業收集中文地區最完整的女性、性別議題圖書與影音產品，希望讀者一起遨遊這女有、女治、女享的書鄉！
- 小間書菜——拿書換菜的書店

小間在日本的算法，是約六個榻榻米大的空間，意即物慾的最小量化，而「小間書菜」在宜蘭員山，用一座手工改造且有20年歷史的舊碾米廠作為書店空間。這裡有自家栽種的「小間米」、友善蔬菜，以及文學、旅遊、美食等書籍，也能用二手書「以書換菜」，帶領讀者回到最簡單、滿足的生活。
- 午後二手書房——愛逛書店的書店

佇立在東海藝術街的寧靜街巷裡，白色外牆及綠意盎然的庭園，讓顧客還沒踏進店裡，心已經得到平靜。取名「午後」，「有午後閒來好看書之意」，而「書房」則希望讓顧客像是回到自己的地方。
- 水準書局——全國最愛聊天的書店

標榜「全國最便宜書店」的「水準書局」，開店已屆四十餘年。老闆喜愛以書會友，一聊起喜歡的書，話夾子停都停不了。老闆也相當熱衷介紹書籍給客人，常發生只為了買一本書而來，卻抱著三、四本走出去的故事。
- 古今書廊——與回收場賽跑的書店

「古今書廊」自牯嶺街二手書攤開業至今，即將邁入第五十個年頭，經過近半世紀的光陰洗禮，現已擁有兩家分店，也累積了數量可觀的文、史、哲、法、兒少、藝術類書籍，店內品類豐富的書籍更名聞海內外，是全台數一數二的文史寶庫。
- 古殿樂藏——每分鐘33.3轉的書店

「古殿」乃「古典」之音謂也，也與收藏相關，即收藏「古老」事物之「殿堂」。因此，「古殿樂藏」是店主人收藏黑膠唱片之地，也是開放愛書者同樂的私人書房。在聆聽音樂、閱讀書籍的過程中，共同尋找失落的歷史遺跡，建構新的人文空間。
- 永楽座——與人相遇的書店

「永楽座」用往昔大稻埕著名的劇院為名，希望這裡不只是書店，也可以是藝文活動中心、地下沙龍，甚至小劇場。也期許「永楽座」可以傳達「old is new」、「modern old school」，讓舊時代風華化為新時代的力量，並持續透過書本與活動，帶來一種熱鬧與溫暖的感覺。
- 瓦當人文書屋——小鎮主婦的書店

新竹竹東小鎮第一家人文獨立書店，雖然沒有廣大的庭院、綠樹扶疏的美景，但有一手打造的生活感空間，讓愛書的讀者毫無拘束的選書與看書。選書以人文史地為主，也不定期舉辦人文講座，未來將結合鎮上資源，建立人文版圖，甚至出版人文刊物。
- 伊聖詩私房書櫃——拯救老樹的書店

一家關於環保、自然，土地與生態的綠色書店，書店關注氣候變遷、糧食危機、能源議題，海洋資源匱乏等當前世界所面臨的危機與現況，並提供各項精選之叢書；不僅如此，更透過食物森林的概念，打造出與地球達成共識的綠色空間，這個空間也是屬於社區的環保生態公園。
- 好樣本事／好様思維——收藏美的書店

隱藏在台北市東區巷弄的「好樣本事」，被評選為全球最美的二十間書店之一，一眼盡收的小巧店面擺滿能滿足「五感體驗」的好書，以及鐵製器具、木製小物、各式雜貨。華山1914文創園區內的「好樣思維」更進一步擴大「好樣精神」，希望用書籍喚醒大家對生活風格美學的重視。
- 府城舊冊店——詩人與畫家的書店

「府城舊冊店」是台灣文學詩人、藝術創作者—潘靜竹、潘景新共同經營的店，在舊書店林立的台南具有一定地位！店內書籍有新有舊，更設有珍本常態展，供讀者瞻仰經典文學家作品。此外，府城舊冊店最大特色就是致力於保存台語文化，曾出版全台語刊物。
- 虎尾厝沙龍——虎尾查某的書店

書店主人有感於雲林虎尾沒有在地的特色書店，決定開設結合獨立書店與藝文空間的「虎尾厝沙龍」，主題環繞在：生態、性別、另類全球化。書店代表的不僅是一棟建築物，更是虎尾人記憶與情感的連結，希望透過當地的力量喚醒原生追求美的本能 ，也藉由書店對外的連結滋養這一片記憶中的美好。
- 金萬字——鳥語花香的書店

老台南人都知道，要找數量最齊的二手教科書、參考書，第一個一定想到「金萬字」！金萬字已經營60餘載，擁有大規模的二手書籍，除此之外，店內最大特色就是會說話的鸚鵡，常與進門客人打招呼。如今，金萬字的歷史、規模，已成為台南人書店記憶中不可抹滅的一塊風景。
- 阿福的書店——改變命運的書店

在新北市蘆州經營的「阿福的書店」是當地的兒童故事天堂，每週皆固定舉辦親子讀書會，吸引無數家長帶著小朋友前往。書店主人深信唯有閱讀才能改變人生，希望每個孩子都有書可以讀、都有故事可以聽，因此致力於推廣社區親子共讀，並以阿福的書店為起點，持續散播閱讀的種子。
- 阿維的書店——我住了19年的書店

阿維在台北車站附近經營「阿維的書店」已近20年，他個性樂觀、開朗，喜歡唱歌，無論是顧店或上街，興緻一來，就可以高歌聲樂，總有許多讀者或路人對其精湛歌藝讚嘆不已。住在書店裡的阿維認為開店或許沒有辦法賺大錢，但可以獲得心靈上的滿足，希望在20週年開感恩演唱會回餽讀者。
- 南崁1567小書店——社區裡發光的書店

「南崁1567小書店」位於桃園，雖然書店空間小，但擁有的願望很大，希望能成為一個南崁的微型藝文場所，有書、有咖啡、有展覽、有文化、有藝術、有生活分享，還要跟社區居民互動，並且邀請作家、文化工作者一起分享點點滴滴，期盼書店帶來更多美好的藝文氣息。
- 春成書店——傳唱民謠的書店

「春成書店」，台灣最南端的書店，在恆春地區駐地已久，是當地居民的文化、藝術補給站。書店主人致力於保存當地人文風景，將深具特色的民謠、樂器都帶進店裡，店門口設有小舞台，固定邀請音樂表演者來此演出，藉由音樂、閱讀，持續耕耘、傳誦恆春的在地特色。
- 洪雅書房——訓練思考的書店

南台灣最具行動力的「洪雅書房」，門口春聯寫著：「一店裡不合時宜，滿櫃子盡是前瞻」，幾句話道盡書店的理想與堅持。書店主人積極參與社會運動，讓開書店不只是賣書，也可以是生活理念的實踐。「洪雅書房」企圖從一間書店開始，改變一個地方的文化氣味、帶動文化活動、串連在地力量，呈現有意思的地方風景。
- 茉莉二手書店——不斷進化的書店

「茉莉二手書店」兼具獨立精神與連鎖實力，是一間相當特別的二手書店。其經營理念可歸納為「敬天、愛人、惜物」，所對應的實踐目標則是「環保、公益、閱讀」。期待藉由商業運作模式，延續書籍的閱讀期限，使愛書人了解—「凡沒讀過，都是新的。多讀一本，再讀一次吧！」
- 唐山書店——地下的書店

「唐山書店」是一間販售人文、社會書籍為主的主題書店。七零年代，台灣正面臨時代變革的動盪時期，唐山書店承載著知識青年對於人文、社會科學理論的強烈渴望而成立。過去，這裡曾經是禁書的集散地，也是文藝青年必來朝聖的地下書店。
- 恋風草青少年書房——獻給孩子的書店

書店主人將青少年比喻為「愛戀微風的小草」，一株有渴望、有夢想，正在成長、茁壯，即將長大成人的小草。有感於市面上青少年書籍的不足，「恋風草青少年書房」期許打造一個「青少年」與「親子家庭」共享的優質閱讀環境，並以「少年、文學、綠色、旅行」為營運目標。
- 時光二手書店——巷弄與時光中的書店

花蓮熱鬧的市區裡，轉進一條幽靜巷弄，鵝黃色的木頭平房矗立眼前，「時光二手書店」到了。這幾年，書店裡的人潮總是絡繹不絕，但奇特的是，店內卻不吵雜，反而氣息沉靜。這或許與兩隻店貓總輕盈漫步店內有關，牠們夾帶一股悠閒氣味，陪伴著愛書人度過書店時光。
- 晃晃二手書店——想念一隻貓的書店

台東「晃晃二手書店」提供二手書或專才交換住宿，成為旅人旅途中的家和台東文青的客廳。這裡也是對狗貓友善和推廣TNR理念的地方，擺有各式貓主題的書籍和文創品，常見到店貓和鄰居的狗自由進出。晃晃的書籍其實很廣也雜，店主是以「賣不掉自己也會想看」為收書原則，國內外文學、環保生態、旅遊、生活類為主。
- 書店喫茶一二三亭——沉積時間的書店

「書店喫茶一二三亭」有古本、新冊、文具、喫茶，但最珍貴的，是知識的流轉，是思潮的形塑。書店空間曾經歷戰前的繁華，躲過美軍的轟炸，從20世紀初的高級料亭，到今天的喫茶店。這是一座跨越百年，看盡高雄繁華起落的日治、戰後建築混合體。
- 書酷英文書店——大手拉小手的書店

書酷、書庫，台灣最酷的英文書店，希望讓一家大小重新認識學英文的樂趣。「書酷英文書店」擁有全國最豐富的英文二手藏書，以推動英文閱讀活動為成立宗旨，主題、形式各異的十萬本有趣書籍，是來到新竹竹東絕對不能錯過的特色書店。
- 草祭二手書店——以光寫詩的書店

「草祭」坐落於台南孔廟斜對面的深宅裡，有老房子蘊存的溫敦沉靜氣息，用心營造的獨特空間氛圍，和一本本暫歇於此並靜靜等待的書。其建築空間為店內最大特色，除了保存老屋的樣貌，挑高的書牆，加上一把依靠在旁的竹梯，寧靜、有致的閱讀氛圍便如此建立起來。
- 荒野夢二——市場邊的書店

位在桃園市場邊的「荒野夢二」，是作家夫婦「沒力史翠普」和「銀色快手」的個人工作室，也是兩位店主人實現小小夢想的基地。他們期待書店就像大家的鄰居，居民能隨性進來打招呼、看看書，歡迎喜歡閱讀、喜歡書本、喜歡文具和雜貨的愛書人，成為荒野夢二的朋友和鄰居。
- 魚麗人文主題書店——雪中送炭的書店

「魚麗人文主題書店」是書香與菜香的複合經營店，書店主人認為精神食糧與精緻料理一桌團圓，能將兩者結合會是一件很棒的事。無肉令人瘦，有書方不俗，住家附近該有什麼才是人生最大的幸福？魚麗的答案是：一間書店和一家好館子。
- 晴耕雨讀小書院——田中央的書店

書院主人嚮往晴天外出耕作農事，雨天留在家中勤讀詩書的生活理念，於是在龍潭找了一個有草地、有院子的小屋，仔細挑選每一本書，四處撿拾舊木DIY做書架桌子，並種植具療癒性的美麗花草。期盼透過「晴耕雨讀小書院」讓人們瞭解，生活不是只有一種方式，而選擇權就在自己手上。
- 新手書店——生‧活的書店

「新手書店」是一處持續成長與改變的有機書店，靜靜佇立在街角，希望成為城市人文風景，也提供居民一處休憩與閱讀的無壓力空間。書店致力於傳遞閱讀精神，也將持續發掘新手創作者來此分享，希望在不久的將來，城市居民可以從「閱讀」、「樂趣」、「分享」中學習，自在呼吸。
- 蕃藝書屋——森林裡的書店

「蕃藝書屋」是原住民原鄉部落裡第一家由民間成立的獨立書店！書店主人希望透過書屋的空間平台，帶動社區部落「喜愛閱讀」的氛圍習慣，進而開拓與豐富社區的國際視野，更促進部落關懷社會發展方向，熱心參予公共事務、厚實公民社會主體力量。
- 舊香居——戀物癖的書店

文化的底蘊實繫於書，「舊香居」深信古舊書店的存在，正是衡量一個社會文化水準的尺度。因此定期舉辦各種講座跟定期展覽，主題從學術專題到歐洲漫畫，範圍廣泛，涵蓋不同閱讀族群。並經常與愛書人共同賞書、分享書本世界的許多樂趣。
- 舊書舖子——蒐集回憶的書店

花蓮的「舊書鋪子」寬敞明亮，書籍整齊有序，一踏進店裡還能聞到書櫃木頭香。書店主人喜愛在回收場挖寶，除了可以找到經典珍本與讀者分享外，最大的收獲就是能挖到許多與人相關的情感物件，諸如：老照片、畢業紀念冊，老闆認為這些東西與書一樣，都保存了人的回憶。
- 舊書櫃——等火車的書店

「舊書櫃」位在宜蘭火車站旁，讓旅人等候的空檔，有個空間可以歇息、停留、佇足。書店主人喜歡舊東西給予的氛圍與感覺，因此希望舊書櫃可以是一間有著咖啡、茶香、老沙發、舊木窗、鐵窗花，和各式不同桌燈、立燈、吊燈的書店。

## 第二季拍攝書店
- 曬書店——醞釀在地復興的書店
- 島呼冊店——做豆腐的書店
- 同利舊書坊——架鐵橋的書店
- 小陽。日栽書屋——種植回憶的書店
- 有間書店——一起吃飯的書店
- 書店——從虛擬走到真實的書店
- 燦爛時光——為鄉愁解渴的書店
- 田園城市——書店裡的書店
- 小書齋——寫字的書店
- 自立書店——唱歌的書店
- 偵探書屋——鍛鍊想像力的書店
- 知文堂——找回愛情的書店
- 百利舊書坊——被書淹沒的書店
- 溪州農用書店——為農民服務的書店
- 麥仔簝獨立書店——煙囪下的書店
- 草屯三省堂書店——不認輸的書店
- 山里好巷——守護好空氣的書店
- 武學書館——傳承武學的書店
- 鹿途中旅遊書店——在路上的書店
- 一本書店——等待節氣的書店
- 書房味道——小說家的書店
- 石店子69有機書店——長跑者的書店
- 蘇格貓底二手書咖啡屋——開往偏鄉小學的書店
- 花栗鼠繪本館——講故事給孩子聽的書店
- 旅二手概念書店——在家鄉開一家書店
- 雛鳥藝文空間——學飛的書店
- 刺鳥咖啡獨立書店——海邊的書店
- 長春書店——在戰地寫作的書店
- 南方書店——爸爸留下的書店
- 書集囍室——愛惜老宅的書店
- 鴻儒堂書局——堅守書街八十年的書店
- 信義書局——鄰居的書店
- 博克書局——最後一天的書店
- 仁偉書局——女兒接下了書店
- 給孤獨者書店——供給孤獨的書店
- 自己的房間——第二性的書店
- MANGASICK——搖滾與漫畫的書店
- 讀字書店——出版社的實驗書店
- 老武俠——寄送武俠小說的書店
- 豐田の冊所——讓孩子寫詩的書店

## 外部連結
- 官方网站－書店裡的影像詩[永久]
- Facebook專頁-書店裡的影像詩

1. ↑  《2015年度中國微電影導演30人》名單 侯季然陸川高居榜首 （页面存档备份，存于），附加文本。
2. ↑  GIFF 2015 Official Selections Announced （页面存档备份，存于），附加文本。